# Facultad de Odontología de la Universidad Autónoma de Yucatán
La Facultad de Odontología de la Universidad Autónoma de Yucatán es una de las 15 facultades de la Universidad Autónoma de Yucatán. Se encuentra ubicada en el Campus de Ciencias de la Salud junto con las facultades de Enfermería y Medicina.

## Historia
En la primera época de la Universidad Nacional del Sureste se creó la escuela de Odontología anexa a la Facultad de Medicina en el año de 1923.

## Oferta académica

### Licenciaturas
- Cirujano Dentista.[2]

### Posgrados

#### Maestrías
- Maestría en Odontología Infantil.

#### Especialidades
- Especialización en Endodoncia.
- Especialización en Periodoncia.
- Especialización en Odontología Restauradora.
- Especialización en Ortodoncia y Ortopedia Dentomaxilofacial.

## Galería

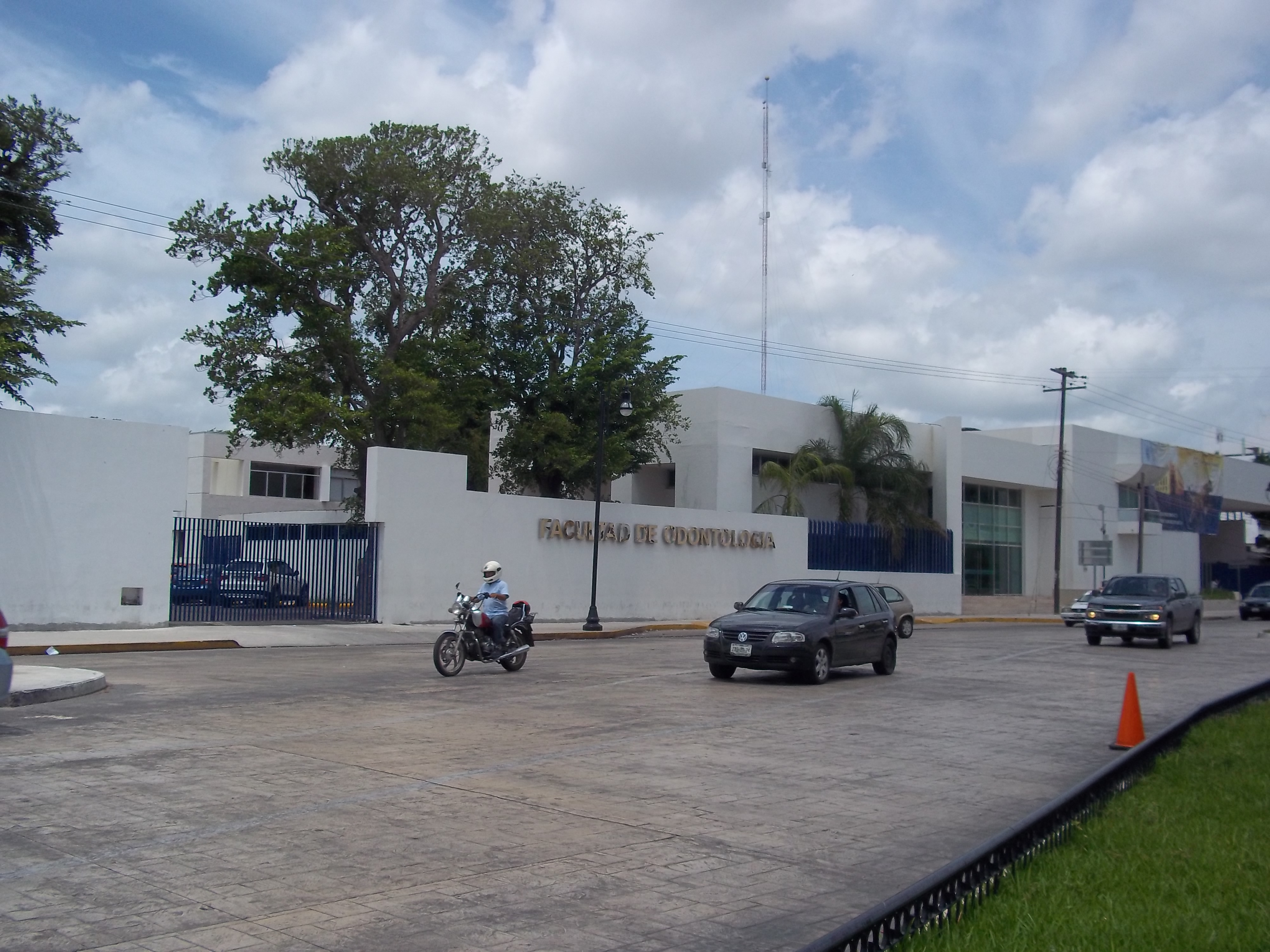
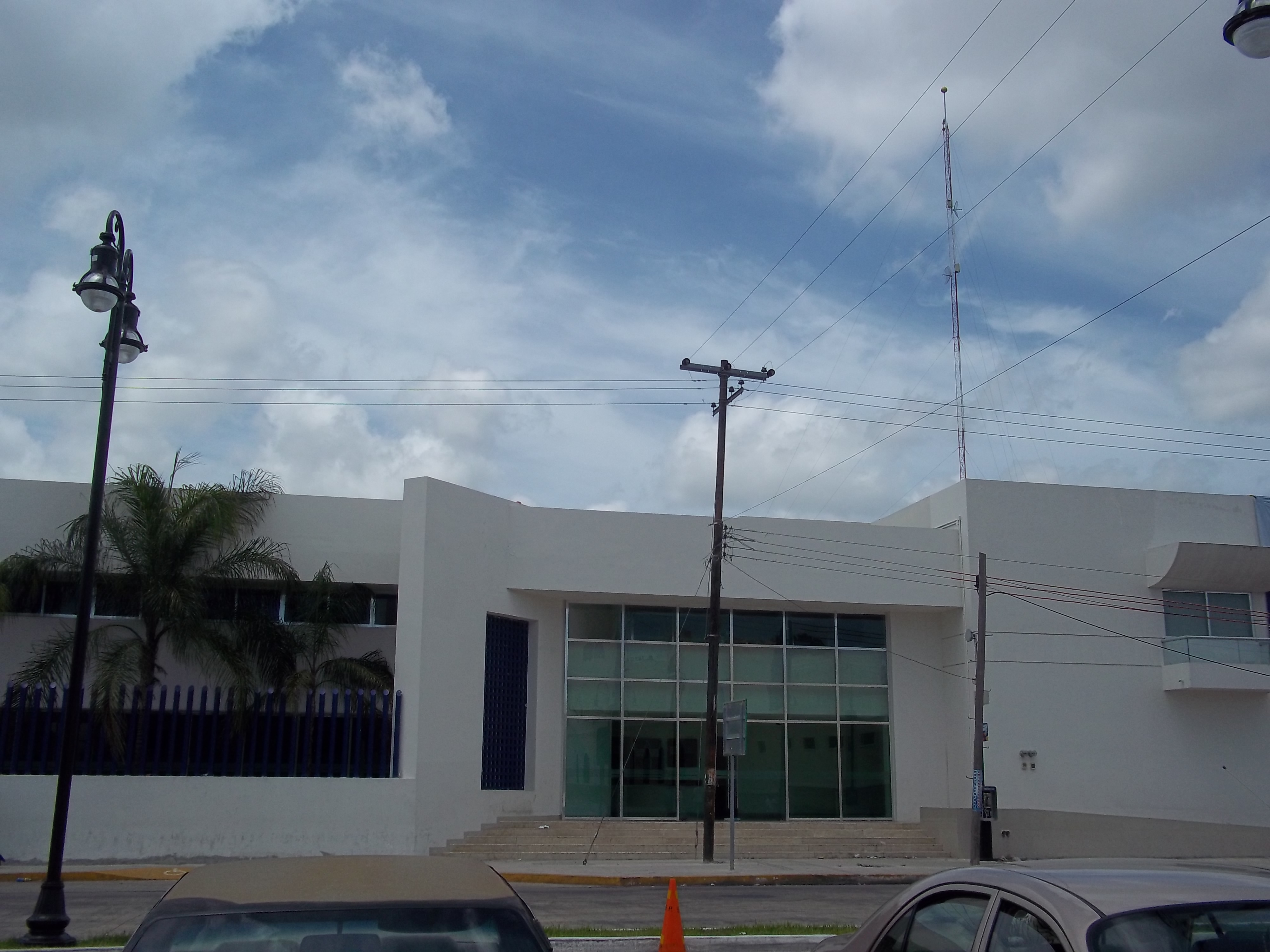